# 倫奇河
47°03′45″N 9°03′37″E / 47.062550°N 9.060258°E

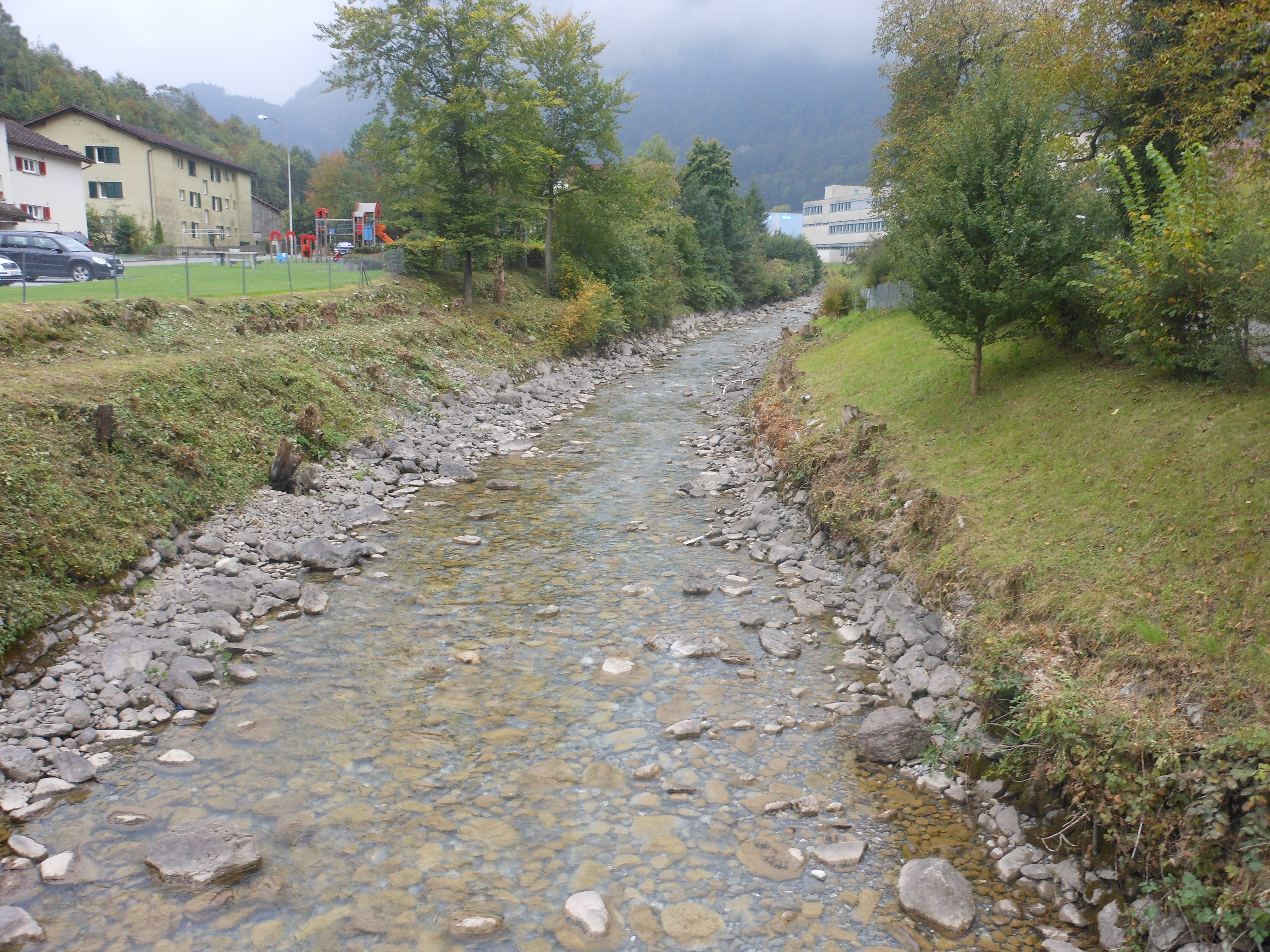

倫奇河是瑞士的河流，位於該國東部，流經格拉魯斯州，屬於林特河的左支流，河道全長6.4公里，流域面積90.9平方公里，發源自克隆泰爾湖。